# 大和タクシー
大和タクシー株式会社（だいわタクシー、英称：DAIWA TAXI）は、石川県金沢市を拠点にタクシー・ハイヤー・バス事業等を営む株式会社である。石川県に本社を置く電気工事、電気通信工事を主に行う米沢電気工事株式会社が中心となる、米沢電気グループの1社である。

## 営業所（車庫）の所在地
- 古府
- 進和町
- 示野中町
- 光ケ丘
- もりの里
- 涌波
- 松任
- 県庁前
- 六枚町
- 辰口
- 小松空港

## 雇用調整助成金３億円余を不正受給
「大和タクシー」とその関連会社の「大和自動車交通」、「大和タクシーコールネット」の３社が新型コロナに感染した従業員を休ませたとして国にうその申請を行い、あわせて３億３０００万円あまりの雇用調整助成金を不正に受け取っていた。

## 関連会社
- 大和自動車交通株式会社
- 大和タクシーコールネット株式会社

## 米沢電気グループ
- 米沢電気工事の関連企業は米沢電気グループと総称されている。
  - 北星産業 - 石油販売、自動車整備業
  - 藤井商事 - 石油販売
  - 日産プリンス金沢 - 日産自動車ディーラー（レッドステージ店）
  - 石川日産 - 日産自動車ディーラー（ブルーステージ店）
  - 大和タクシー - タクシー事業、運転代行
  - 大和自動車交通 - タクシー事業（東京都中央区にある同名の企業大和自動車交通とは別法人）
  - 大和タクシーコールネット - タクシー事業
  - 大和商事 - 2015年10月まで「しあわせの湯II 田上」を運営していた
  - 大和あんしん保険 - 生命保険代理店
  - 米沢ビルシステムサービス - ビル管理
  - 米沢エナジーマネジメントサービス - 電気保安管理業務
  - YPS - 保険代理店
  - 北斗油送 - 石油輸送
  - テクノブレーン - 空調・給排水衛生工事
  - 北都電設工事 - 電気・通信工事
  - オータム - 「しあわせの湯 野々市」運営
  - 社会福祉法人若松保育園